# Ga Eonju
Ga Eonju (Tiếng Hàn: 언주역, Hanja: 曾米驛) là ga tàu điện ngầm trên Tàu điện ngầm Seoul tuyến 9, nằm ở Nonhyeon-dong, Gangnam-gu, Seoul.

## Lịch sử
- 18 tháng 12 năm 2014: Tên ga được quyết định là Ga Eonju[1]
- 28 tháng 3 năm 2015: Bắt đầu đi vào hoạt động với việc khai trương giai đoạn 2 của Tàu điện ngầm Seoul tuyến 9
- 28 tháng 11 năm 2018: Hoạt động của Tàu điện ngầm Seoul tuyến 9 được giao lại cho Tổng công ty Vận tải Seoul quản lý trực tiếp.

## Bố trí ga
| Sinnonhyeon ↑    |
| \| W/B           |
| ↓ Seonjeongneung |

| Hướng Tây  | ● Tuyến 9 | Địa phương | ← Hướng đi Sinnonhyeon · Noryangjin · Sân bay Quốc tế Gimpo · Gaehwa                                      |
| Hướng Đông | ● Tuyến 9 | Địa phương | → Hướng đi Seonjeongneung · Liên hợp thể thao · Công viên Olympic · Bệnh viện cựu chiến binh Trung ương → |

## Xung quanh nhà ga
| Lối ra \| 나가는 곳 \| Exit \| 出口 | Lối ra \| 나가는 곳 \| Exit \| 出口 |
| ----------------------------------- | --- |
| 1                                   | Công viên Mugunghwa Trường tiểu học Seoul Nonhyeon Hướng Ga Sinnonhyeon                                                                                               |
| 2                                   | Công viên Gaenari Trung tâm cộng đồng Nonhyeon 1-dong Nhà thờ Công giáo Nonhyeon-dong Hướng Ga Hakdong                                                                |
| 3                                   | Chợ tổng hợp Nonhyeon Convention Heritz Hướng Ga Hakdong |
| 4                                   | Acrohills Nonhyeon APT Trường tiểu học Hakdong Hướng Ga Seonjeongneung                                                                                                |
| 5                                   | Trung tâm nghệ thuật Raum Hướng Ga Seonjeongneung |
| 6                                   | Bệnh viện Gangnam CHA Trung tâm phúc lợi Chunghyeon Hướng Ga Yeoksam                                                                                                  |
| 7                                   | Viện nghiên cứu y học phụ nữ Bệnh viện Gangnam CHA Kukkiwon Trung tâm văn hóa Istanbul của Thổ Nhĩ Kỳ tại Hàn Quốc Cơ quan nội dung sáng tạo Hàn Quốc Văn phòng Seoul |
| 8                                   | Bệnh viện Phụ nữ Gangnam CHA Hướng Ga Sinnonhyeon Công viên Cây bạch quả Khách sạn Novotel Ambassador Gangnam Khách sạn Ritz-Carlton Khách sạn Samjeong               |

## Hình ảnh

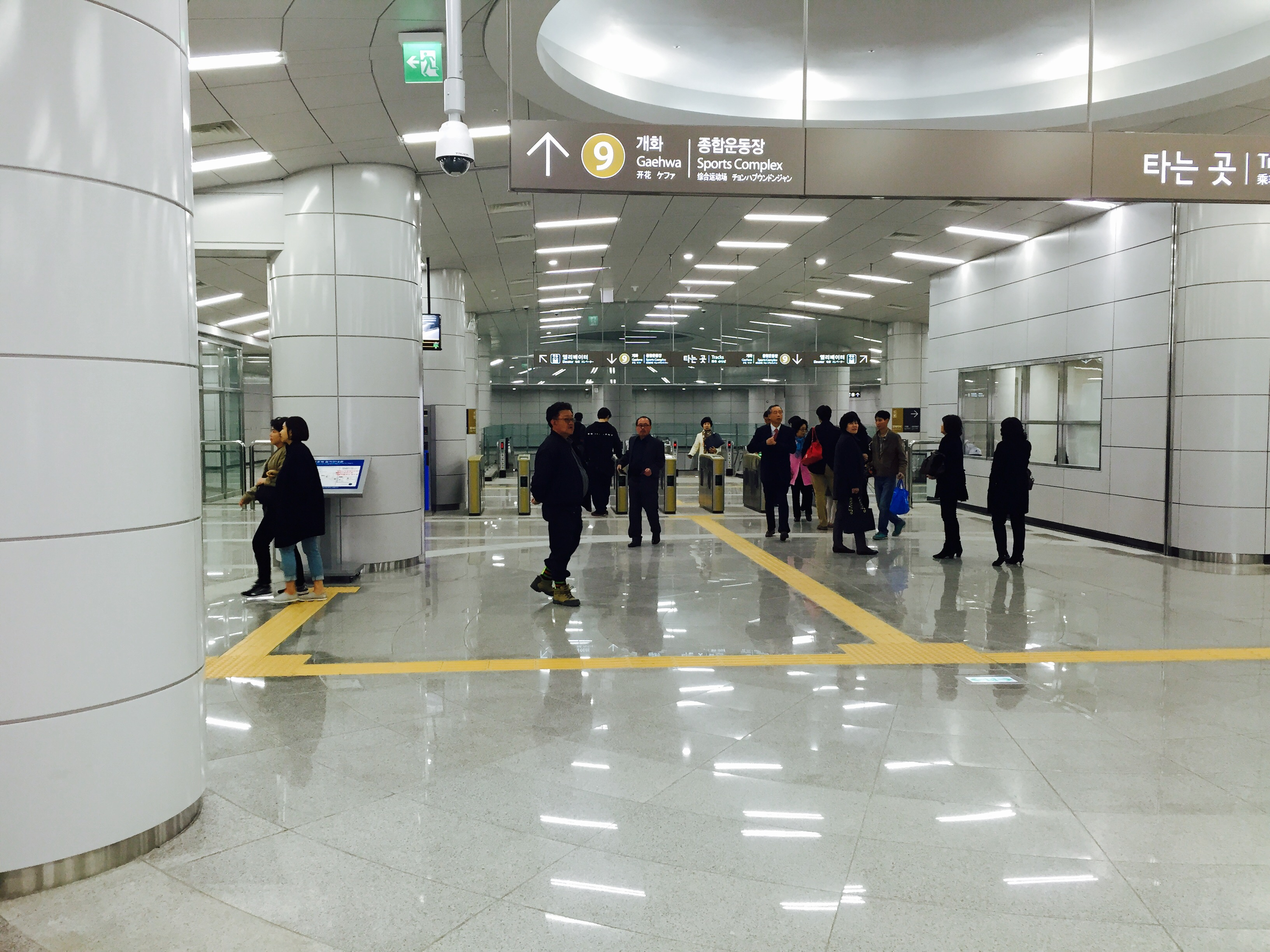
Cửa soát vé
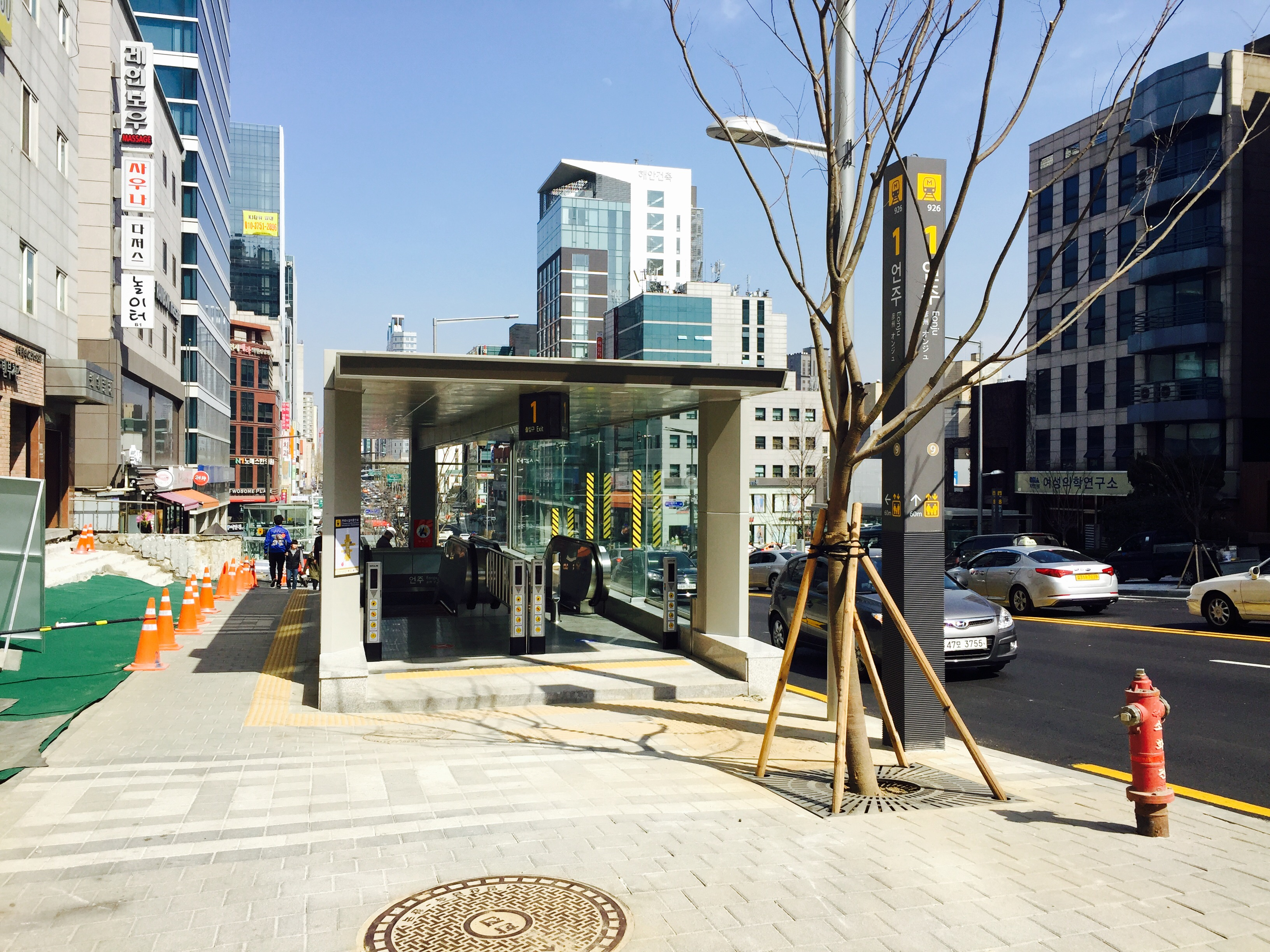
Lối ra 1
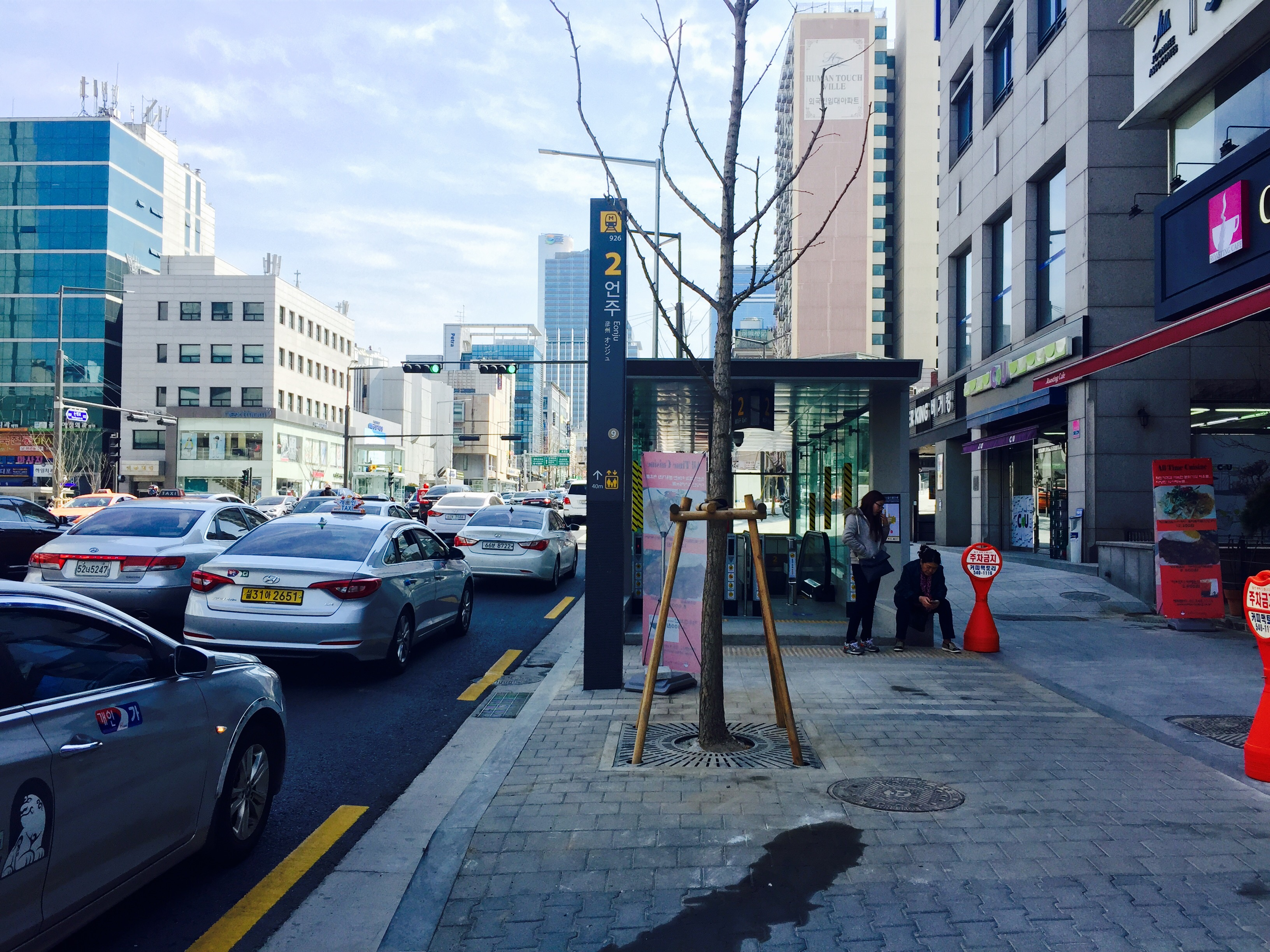
Lối ra 2
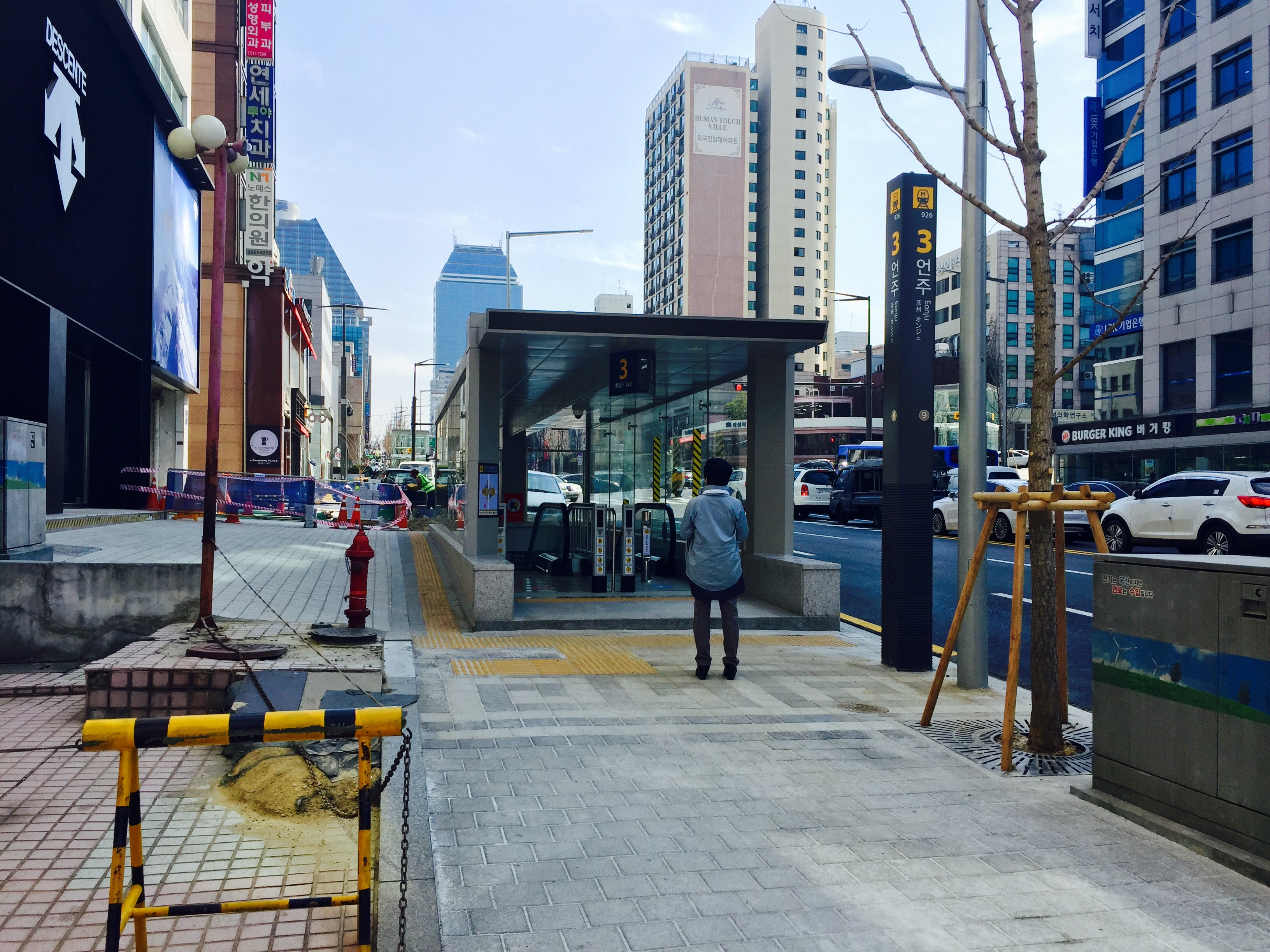
Lối ra 3
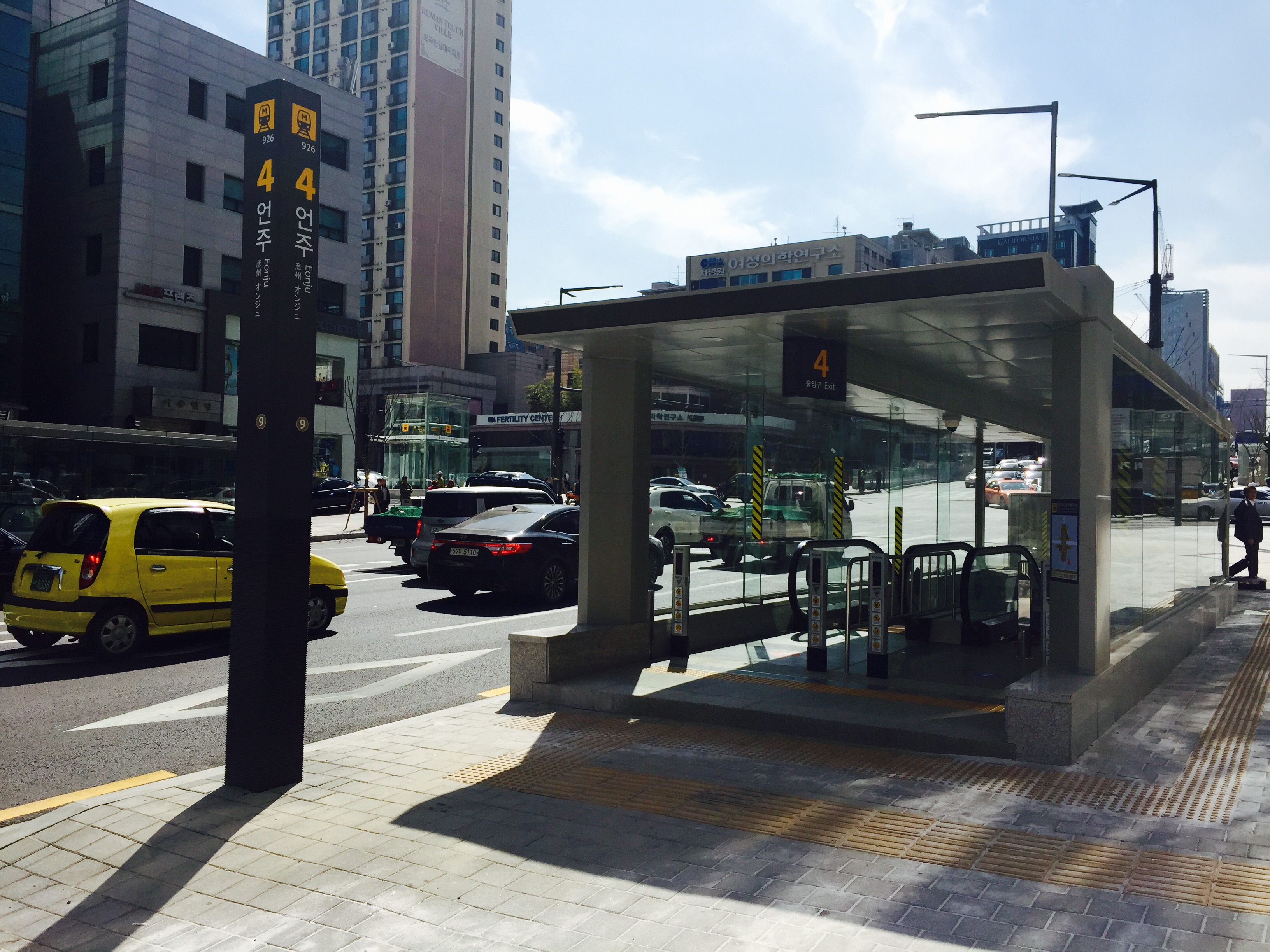
Lối ra 4
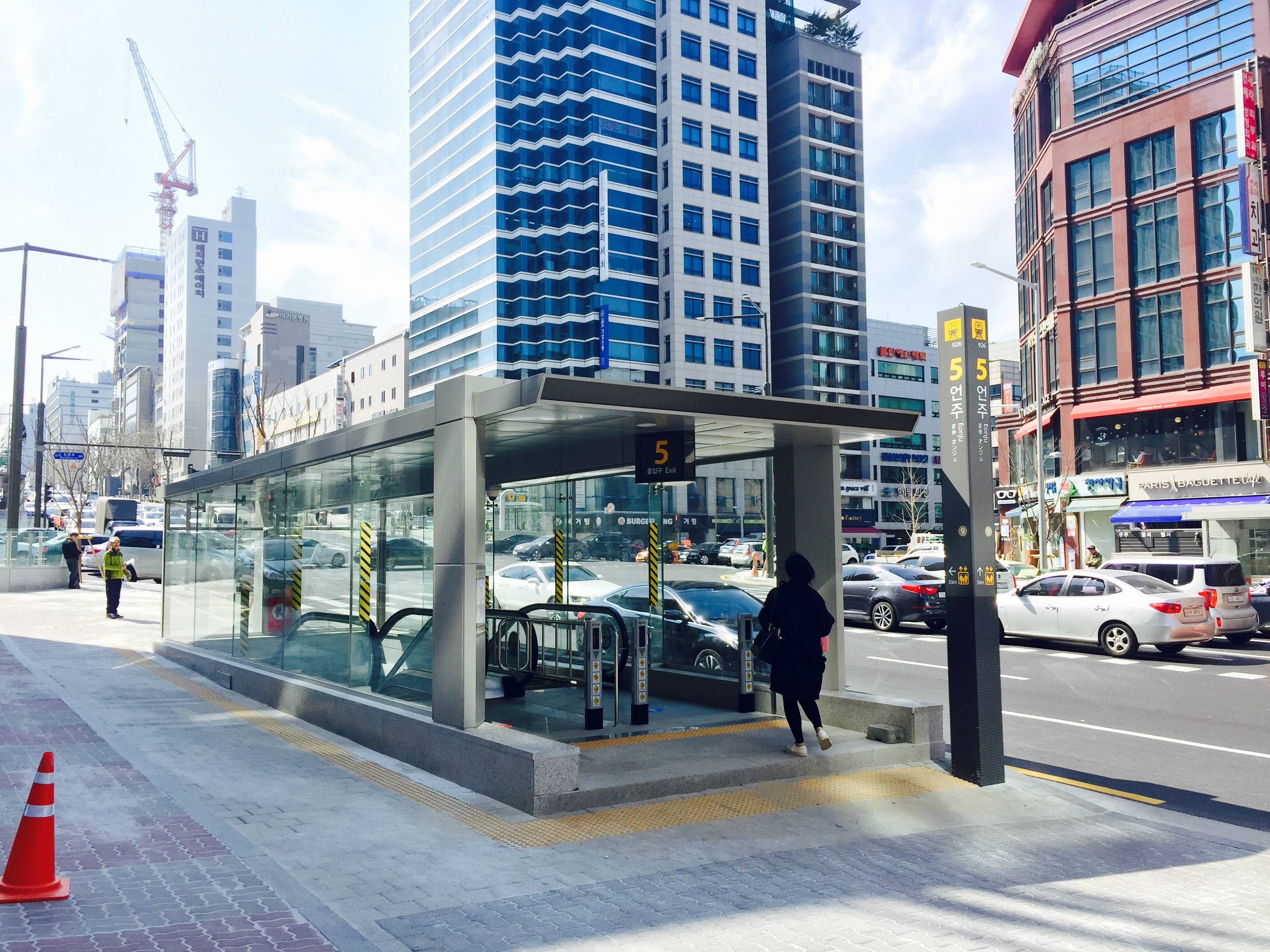
Lối ra 5
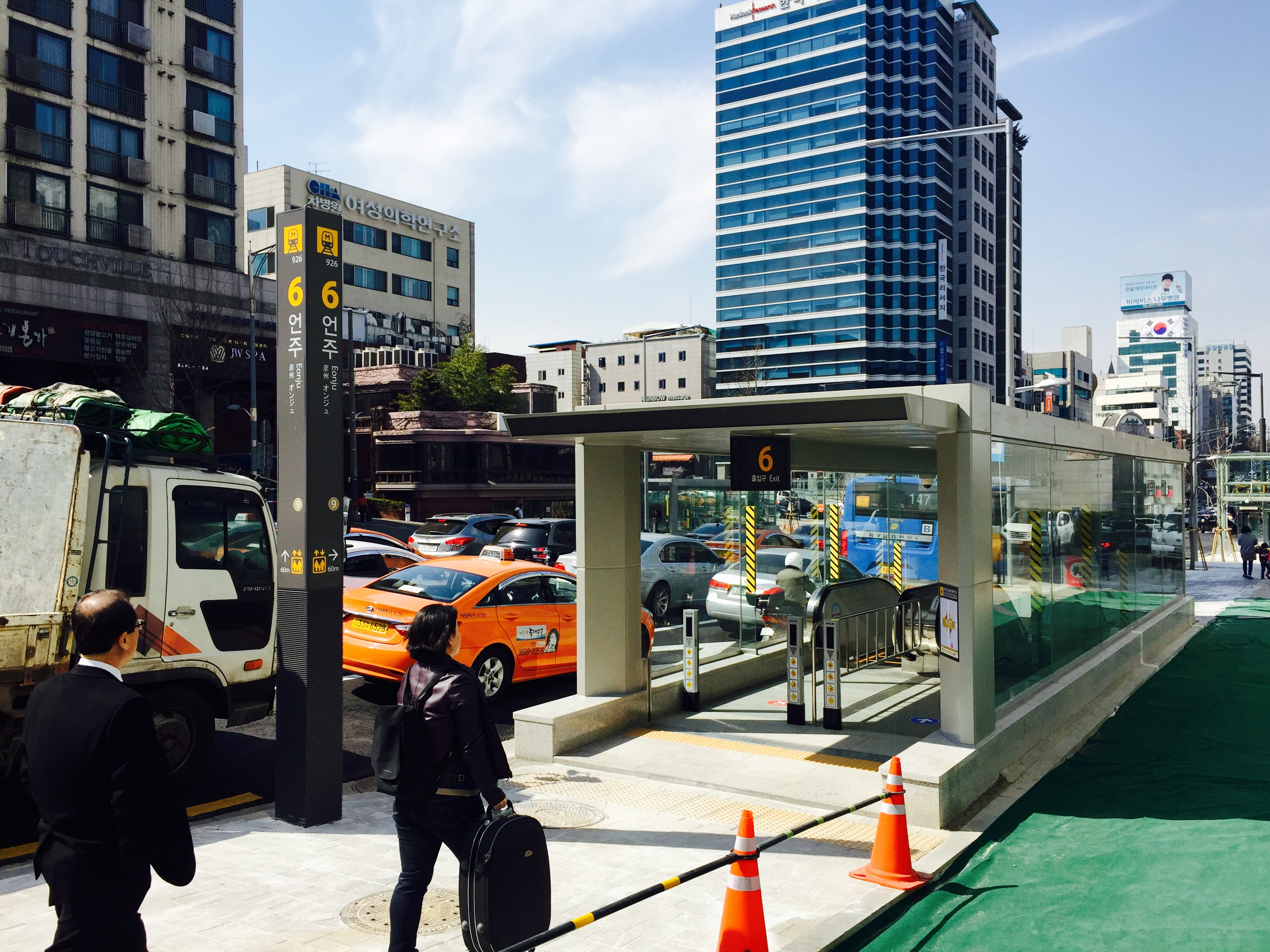
Lối ra 6
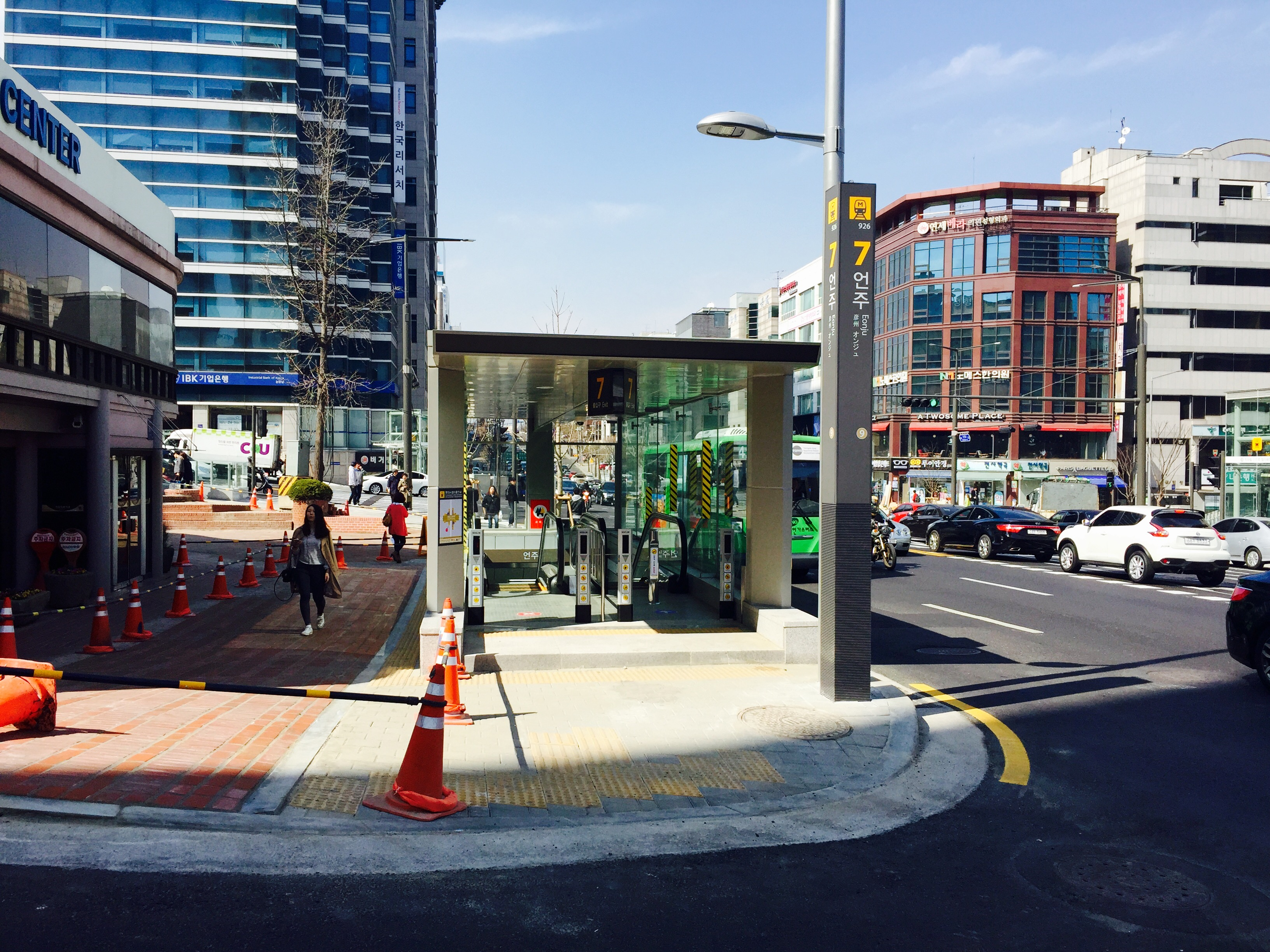
Lối ra 7
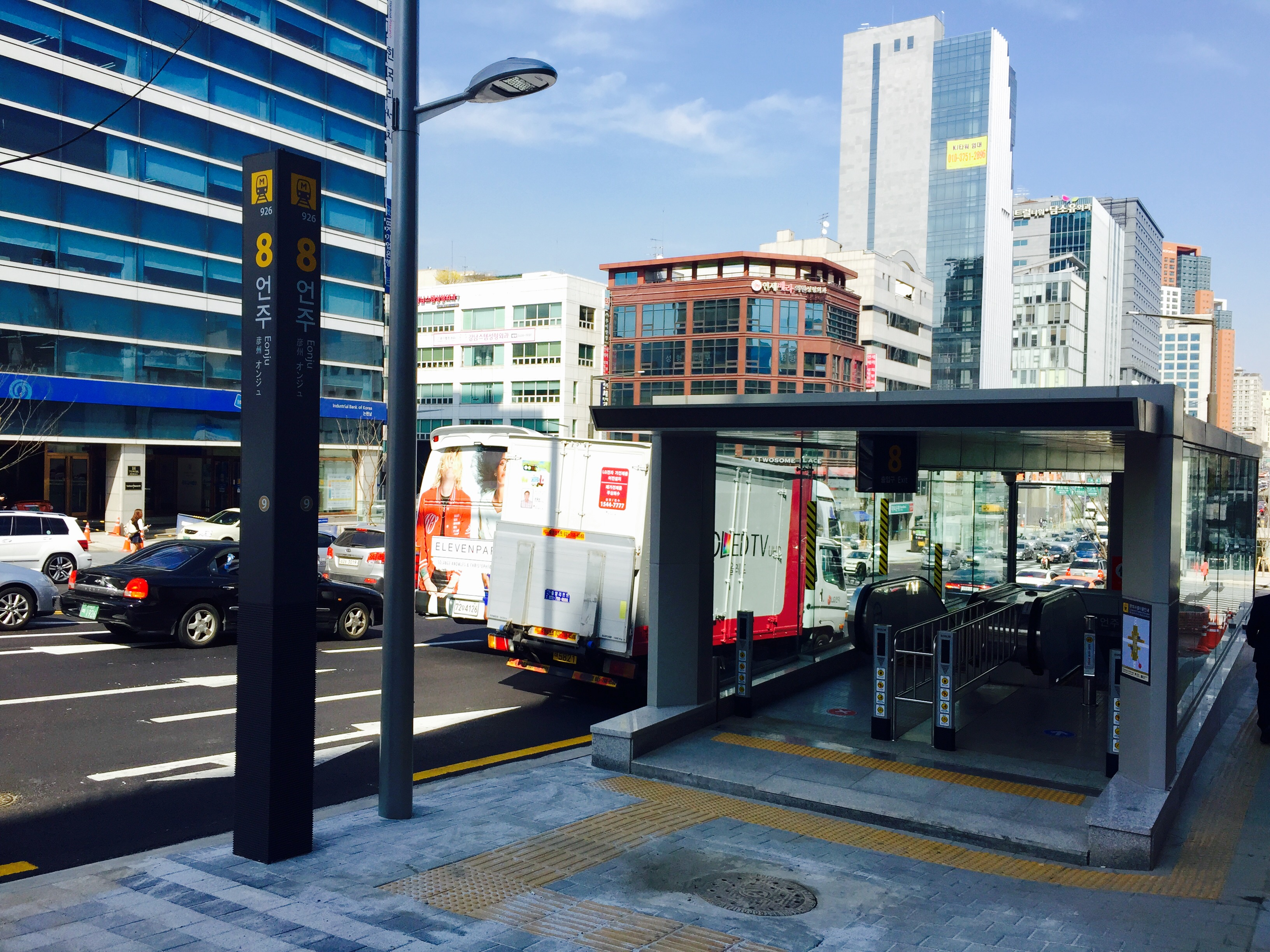
Lối ra 8